# مونلوسون

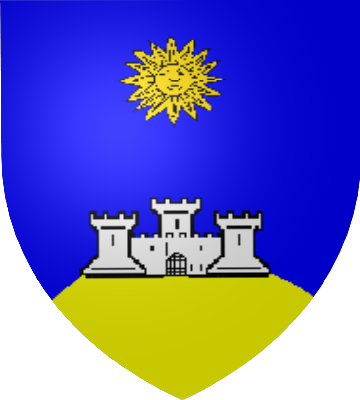
نماد مونلوسون

مونلوسون شهری در شمال ایالت اوورنی فرانسه است. این شهر به خطوط راه‌آهن فرانسه متصل است.